# 列別金區

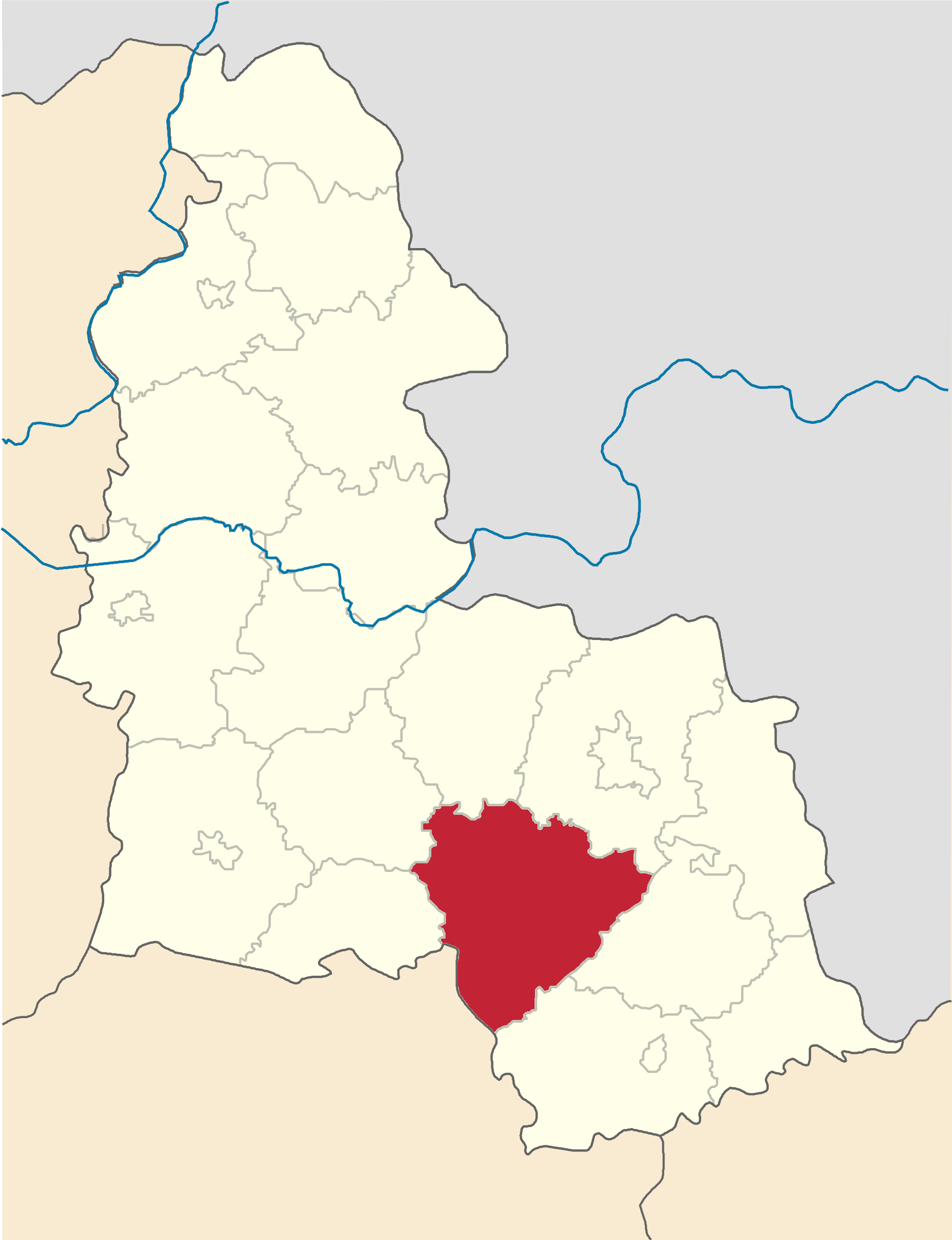
撤销前列別金區在苏梅州的位置

列別金區（烏克蘭語：Лебединський район），曾是烏克蘭東北部蘇梅州的一個區，行政中心設於列別金，面積1,700平方公里，2013年人口20,800，人口密度每平方公里12.24人。
该区在2020年7月18日的乌克兰行政区划改革中被撤销，改革后蘇梅州下分为5个区。